# Broby hembygdsgård

Broby hembygdsgård är en av Skånes största hembygdsparker. Anläggningen tillhör Göinge hembygdsförening. Den består av 18 byggnader varav 17 flyttats till platsen. 
Grimmatorpet är ett knuttimrat sydgötiskt hus, ursprungligen från Tjuvön i Örkeneds socken. Den fyrlängade gården, vars boningshus är från 1724, ger en god bild av nordskånskt liv på 1700-talet. Boningshuset består av en ryggåsstuga med två härbren, ett vid varje gavel.
Bland övriga byggnader i hembygdsparken finns en liesmedja, krutproberarhuset från Torsebro bruk, en skvaltkvarn och en malttorka. Museet har flera unika samlingar av dräkter och historiska föremål. Här finns även ett stort arkiv och bibliotek.